# Angola Air Charter
Angola Air Charter és una aerolínia de vols xàrter amb base a Luanda, Angola. Efectua vols xàrter a Àfrica. la seva principal base es l'Aeroport Internacional Quatro de Fevereiro, Luanda. La aerolínia està inclsoa en la llista negra de companyies aèries de la Unió Europea.
L'aerolínia va ser fundada en 1987 i és propietat de TAAG Angola Airlines (100 % de les accions).

## Flota
La flota d'Angola Air Charter consta dels següents avions (en juny de 2011):
- 1 Iliuixin Il-76[4]
- 1 Embraer EMB 120 Brasilia[5]

### Flota retirada
En març de 2007 l'aerolínia també operava:
- 3 Boeing 707-320C
- 1 Boeing 727-100F
- 1 Boeing 737-200